# 上野・浅草副都心
上野・浅草副都心（うえの・あさくさふくとしん）は東京都が策定した7ヶ所の副都心のひとつであり、東京都台東区の中部が範囲にあたる。

## 概要
その範囲は浅草・上野・御徒町地域と都道463号（上野駅 - 田原町駅間）を中心としたエリア。センター・コア・エリアに指定されている地域は松が谷や寿・雷門・駒形・花川戸や秋葉原エリアの北端である千代田区外神田にまで及ぶ。
この地域は約1400年前から町を形成していた東京でも歴史があるエリア。江戸時代には江戸を代表する街として成り立っていた地域である。（近代の東京15区が範囲）

## 範囲
鉄道
- 浅草駅（東京地下鉄・東武鉄道・都営地下鉄）
- 浅草駅（つくばエクスプレス）
- 稲荷町駅（東京地下鉄）
- 上野駅（東京地下鉄・京成電鉄・JR東日本）
- 上野御徒町駅（都営地下鉄）
- 上野広小路駅（東京地下鉄）
- 御徒町駅（JR東日本）
- 新御徒町駅（都営地下鉄・つくばエクスプレス）
- 田原町駅（東京地下鉄）
- 仲御徒町駅（東京地下鉄）

道路
- 国道4号（昭和通り）
- 国道6号（江戸通り）
- 東京都道437号秋葉原雑司ヶ谷線（中央通り）
- 東京都道452号神田白山線
- 東京都道453号本郷亀戸線
- 東京都道462号蔵前三ノ輪線（国際通り）
- 東京都道463号上野月島線（浅草通り）
- 清洲橋通り

首都高
- 首都高速1号上野線
- 上野出入口